# Вулиця Леонтовича (Львів)
Ву́лиця Леонто́вича — вулиця в Шевченківському районі міста Львова, неподалік від центру міста. Простягається у північному напрямку та сполучає вулиці Городоцьку і Раппапорта. Прилучається вулиця Академіка Романа Кучера.

## Назва
Вулицю проклали на початку 1890-х років. До того це був провулок уздовж головного фасаду школи Святої Анни. У 1895 році вулиця отримала назву Святої Анни, адже розташовувалася поруч з костелом Святої Анни. У грудні 1944 року вулиця отримала свою сучасну назву, на честь українського композитора Миколи Леонтовича.

## Забудова
Забудова три- та чотириповерховими кам'яницями кінця XIX і початку XX століття. Вулиця обсаджена деревами, її перспективу замикає фасад колишнього єврейського шпиталю на вулиці Раппопорта. 
Найпримітніша споруда — колишня школа Святої Анни, споруджена 1884 року з червоної цегли у романо-готичному стилі за проєктом архітектора Юліуша Гохберґера. Початково будинок школи був Г-подібної форми, де фактично містилося дві школи: корпус з боку вул. Городоцької — школа для дівчат, а вздовж вул. Святої Анни — для хлопців. На початку XX століття за проєктом архітектурного бюро Міхала Уляма добудували з боку нинішньої вулиці Кучера північне крило школи зберігаючи стиль попередньої будівлі. По закінченню Другої світової війни в ній містилися неповні середні школи № 43 (з російською мовою викладання) та № 38 (жіноча), а також середня школа № 44 (чоловіча), що у 1970-х роках були об'єднані в один навчальний заклад — СЗОШ № 11, яку в 1999 році реорганізовано у спеціалізовану СЗОШ № 11 з поглибленим вивченням природничих та гуманітарних дисциплін. З вересня 2003 року — Львівська правнича гімназія. Будівля внесена до Реєстру пам'яток архітектури місцевого значення під охоронним № 626-м. Також у цьому будинку (вхід з боку вул. Леонтовича) міститься книгарня «Світ знань».
З непарного боку вулиці, на розі з вулицею Шевченка, розташований колишній прибутковий будинок Йони Шпрехера (інша адреса — вул. Шевченка, 2/4), споруджені у 1909 році за проєктом відомого львівського архітектора чеського походження Карела Боубліка у стилі пізньої сецесії. Будинок внесений до Реєстру пам'яток архітектури місцевого значення під охоронним № 2456-м.
У житловому будинку № 5 за Польщі перший поверх займали фабрики іграшок Кінальського, картонних коробок Skatule та корків «Каталонія». Під житловому будинку № 7 за радянських часів містився дитячий садок, а у кам'яниці під № 15 за Польщі була пекарня Клянвіца. Будинки № 3, 5, 7, 9 внесені до Реєстру пам'яток архітектури місцевого значення.

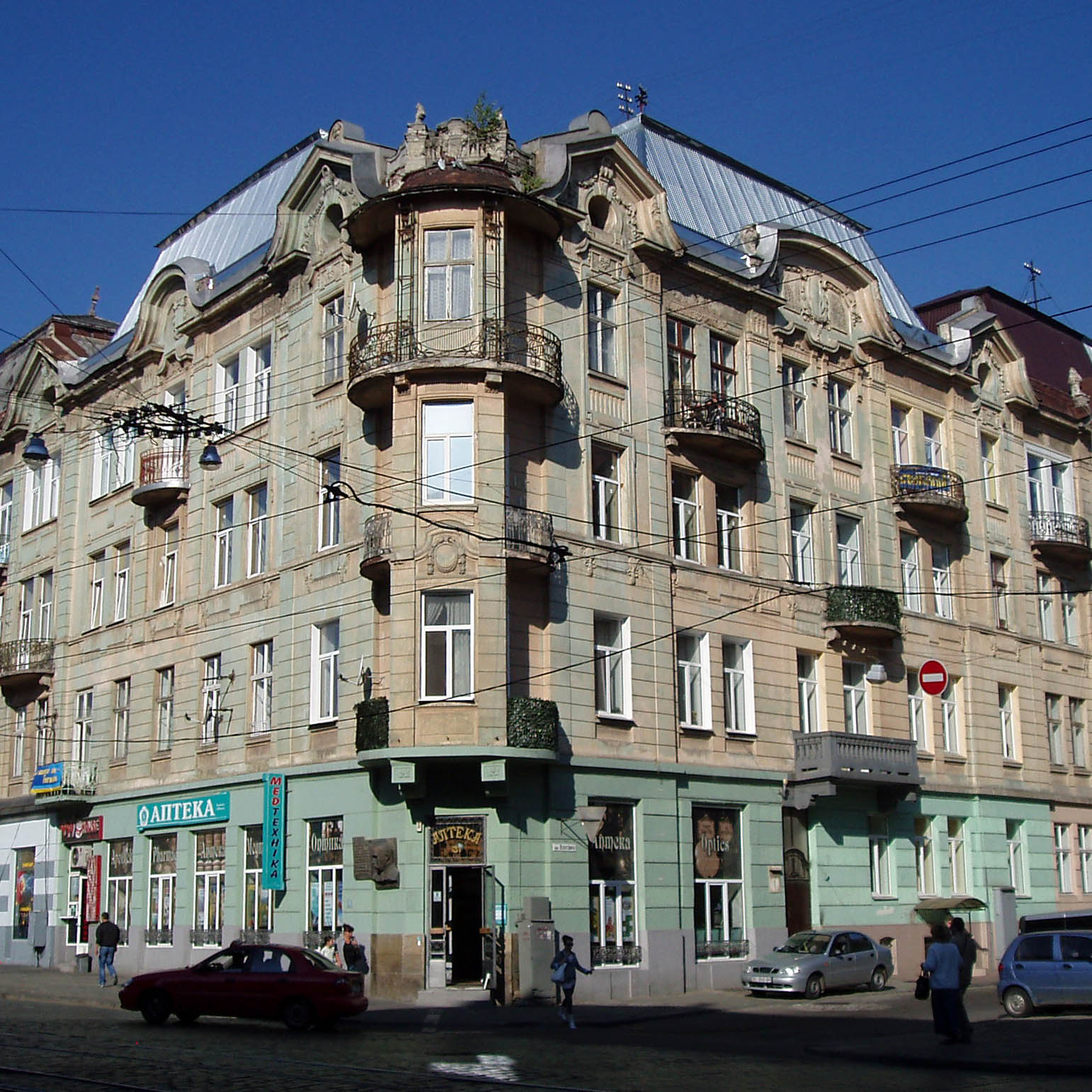
Прибутковий будинок Й. Шпрехера (Леонтовича, 1)
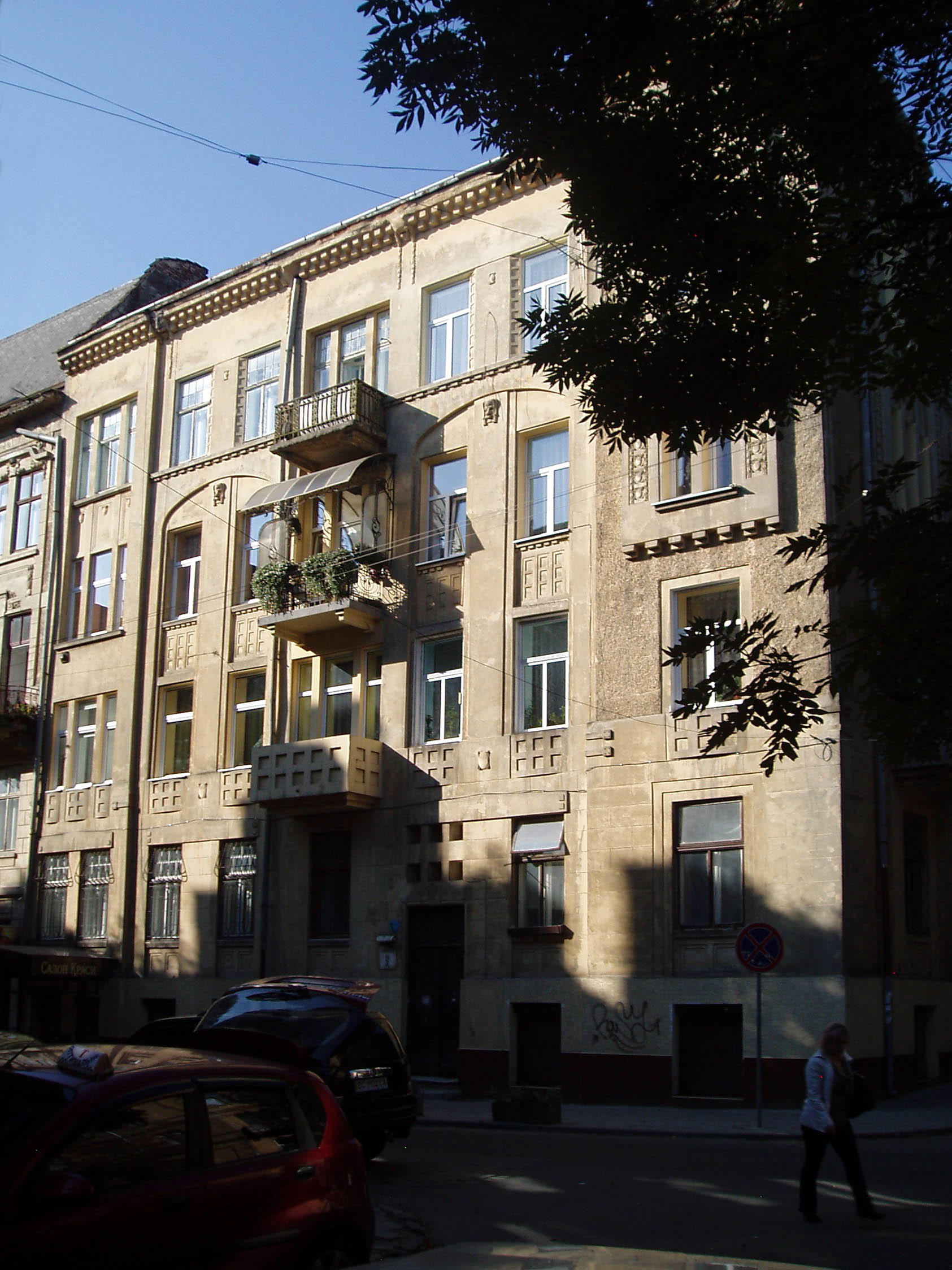
Житловий будинок (Леонтовича, 9)
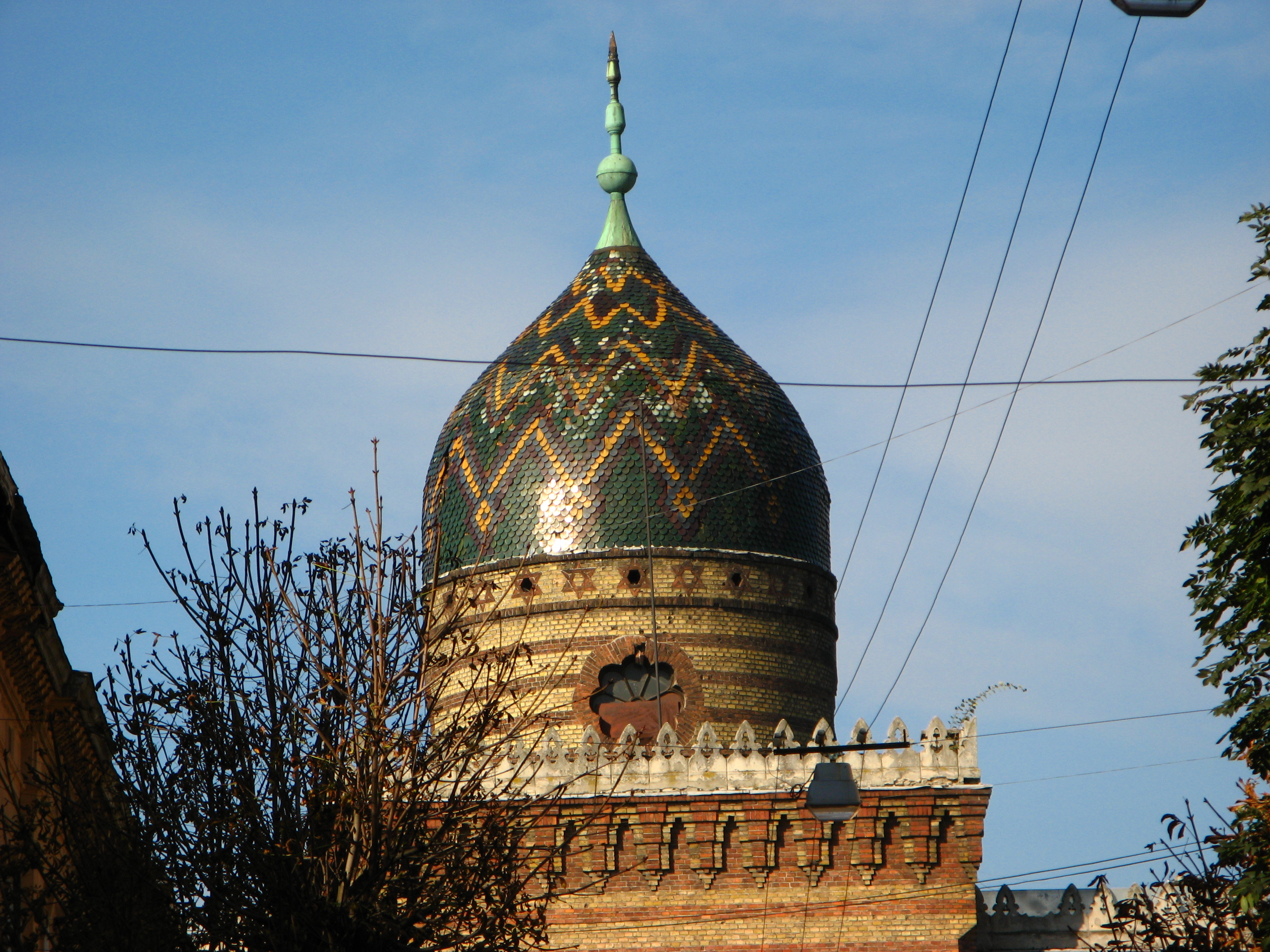
Вигляд з Леонтовича на баню колишнього єврейського шпиталю